# Trận Asculum (279 TCN)
Trận Asculum (hoặc Ausculum)  đã diễn ra năm 279 trước Công nguyên giữa người La Mã dưới sự chỉ huy của chấp chính quan Publius Decius Mus với liên quân Tarentum-Osci-Samnium và quân đội Ipiros do thủ lĩnh người Hy Lạp Pyrros chỉ huy. Trận chiến này nổ ra trong cuộc xung đột La mã-Tarantine, để kiểm soát vùng Đại Hy Lạp (Magna Graecia). Quân Ipiros đã thắng trận, đẩy lui quân La Mã về trại. Tuy nhiên, Pyrros không thể giành lấy thế thượng phong và ông phải triệt binh về xứ Tarentium trong Mùa Đông.
Quân hai bên đều bị tổn thất nặng nề trong trận này, trong khi quân La Mã thua trận không hề bị tiêu diệt.

## Quân đội
Trận chiến này là cuộc chạm trán thứ hai giữa quân đội dựa trên phương trận Alexandria, và quân đoàn La Mã. Hai đội quân có số lượng như nhau.
Người La Mã đã có thêm bộ binh (bốn quân đoàn, 25.000 người La Mã, cộng với đồng minh Dauni) và 300 thiết bị chống voi. Sau trận Heraclea, trong đó có voi chiến Hy Lạp đã có một tác động nặng nề đối với người La Mã, các quân đoàn đã được trang bị với vũ khí dễ cháy và thiết bị chống voi: đây là những cỗ xe bò kéo, trang bị giáo dài nhằm gây vết thương cho voi, bình lửa để doạ chúng, và lính ném giáo để đuổi voi bỏ chạy.
Pyrros triển khai bộ binh Macedonia và kỵ binh, quân đội riêng của mình, lính bộ binh đánh thuê Hy Lạp, đồng minh người Hy Lạp ở Ý, bao gồm cả dân quân Tarantine, 20 con voi, và bộ binh và kỵ binh Samnite. Quân đội Hy Lạp đã có một lợi thế về kỵ binh và 20 con voi. Để phá vỡ các quân đoàn La Mã linh hoạt hơn, Pyrros đã bày một số quân bộ binh nhẹ Ý trong quân mình.

## Trận đánh
Cuộc chiến đã xảy ra trong hai ngày. Như thông lệ của chiến tranh của thời kỳ này, cả hai đều triển khai kỵ binh của họ trên cánh và bộ binh ở trung tâm. Pyrros tổ chức lực lượng kỵ binh cận vệ của ông ở trung tâm dự bị phía sau theo lệnh cá nhân của mình. Những chú voi cũng được giữ làm dự bị.
Vào ngày đầu tiên, kị binh Pyrros và voi đã bị chặn bởi rừng, đồi núi, nơi trận chiến đã xảy ra, tuy nhiên, các binh sĩ Ý trong đội hình phalanx đã chiến đấu tốt. Người Macedonia đã phá vỡ các quân đoàn La Mã đầu tiên và các đồng minh Latin ở cánh trái của họ, nhưng các quân đoàn La Mã thứ ba và thứ tư đánh bại người Tarantine, Oscan và Epirote ở trung tâm của quân Pyrros. Trong khi đó một lực lượng của người Dauni tấn công trại của ông. Ông đã phái lực lượng kỵ binh dự bị để đối phó với những cuộc đột kích, với số lượng kỵ binh nhiều hơn và một số con voi tấn công vào người Dauni. Khi họ rút về một ngọn đồi dốc không truy đuổi được ông triển khai voi chống lại các quân đoàn thứ ba và thứ tư. Pyrros phái người Athamania, Acharnia và bộ binh Samnite đánh đuổi người La Mã trong rừng, họ bị chặn bởi kỵ binh La Mã. Cả hai bên đều rút lui vào lúc hoàng hôn, không có được một lợi thế đáng kể.
Vào lúc bình minh, Pyrros đã gửi bộ binh để chiếm những vùng đất khó khăn đó đã được chứng minh là điểm yếu của ngày hôm trước, buộc những người La Mã phải tham gia vào một cuộc chiến mở. Như ở Heraclea, một vụ giao tranh của các quân đoàn và phalanx, tiếp theo cho đến khi những con voi, được hỗ trợ bởi bộ binh nhẹ, phá vỡ hàng ngũ La Mã. Tại thời điểm này các xe chống voi đã được dùng chống lại chúng, có một thời gian ngắn đã được chứng minh hiệu quả. Những chú voi sau đó đột kích vào bộ binh La Mã. Pyrros đồng thời ra lệnh cho Lực lượng cận vệ Vương gia xông lên, hoàn toàn truy đuổi người La mã. Người La Mã đã rút lui về trại của họ để bảo toàn lực lượng.
Người La Mã đã mất 6.000 người, và của Pyrros là 3500, trong đó có nhiều tướng lĩnh của mình. Đó là tổn thất đặc biệt cao trong chiến thắng từ đó cụm từ " chiến thắng Pyrros" được sử dụng. Pyrros sau đó nhận xét về chiến thắng của ông, nói, "Một chiến thắng như thế nầy nữa sẽ kết thúc sự nghiệp của ta". Ông cũng không thể giành thế thượng phong sau chiến thắng này, và phải triệt thoái về xứ Tarentium để trú đông.